# Custom Robo (jeu vidéo, 1999)
 (septembre 2017).
Si vous disposez d'ouvrages ou d'articles de référence ou si vous connaissez des sites web de qualité traitant du thème abordé ici, merci de compléter l'article en donnant les références utiles à sa vérifiabilité et en les liant à la section « Notes et références ».
Custom Robo est un jeu vidéo de combat sorti en 1999 sur Nintendo 64, uniquement au Japon et en Chine. Le jeu a été développé par Noise et édité par Nintendo. Il est le premier opus de la série Custom Robo.
En Chine, le jeu est sorti en 2006 sur iQue Player.